# 終らないクリスマス
『終らないクリスマス』は、2007年11月21日に発売された中川晃教の6枚目のシングルである。

## 概要
原田真二の作曲に、中川自身が歌詞を付けたクリスマスソング。 編曲はミッキー吉野、サウンドプロデューサーは斉藤ノブ。
2007年の「大丸・松坂屋Christmasキャンペーンソング」である。
キャッチコピーは、「その日、男も女も勇気の翼を持つ。そして、僕も。」

## 収録曲
| #         | タイトル                            | 作詞               | 作曲      | 編曲         | 時間  |
| --------- | ----------------------------------- | ------------------ | --------- | ------------ | ----- |
| 1.        | 「終らないクリスマス」              | 中川晃教           | 原田真二  | ミッキー吉野 | 5:14  |
| 2.        | 「Amazing Grace」                   | ジョン・ニュートン |           | ミッキー吉野 | 4:39  |
| 3.        | 「終らないクリスマス instrumental」 |                    | 原田真二  | ミッキー吉野 | 5:14  |
| 合計時間: | 合計時間:                           | 合計時間:          | 合計時間: | 合計時間:    | 15:20 |